# Unsere Liebe ist aus Gold
Unsere Liebe ist aus Gold ist ein Lied der deutschen Dance-Pop-Band Frida Gold. Das Stück ist die vierte Singleauskopplung aus ihrem Debütalbum Juwel.

## Entstehung und Artwork
Komponiert und produziert wurde das Lied von Alina Süggeler und Andreas Weizel. Gemastert wurde die Single bei Sterling Sound in New York unter der Leitung von Tom Coyne, gemischt wurde die Single von Moritz Enders in den Kölner Maarwegstudios. Die Single wurde unter dem Musiklabel Warner Music Group veröffentlicht. Auf der Vorderseite des Covers der Maxi-Single sind – neben der Aufschrift des Künstlers und des Liedtitels – Alina Süggeler und Andreas Weizel sich nackt gegenüberstehend zu sehen. Auf der Rückseite sind die restlichen zwei Bandmitglieder Julian Cassel und Thomas Holtgreve zu sehen. Das Coverbild wurde von dem deutschen Fotografen Alexander Gnädinger geschossen und von Katharina Coen designt. Die Aufnahmen fanden im Hattinger Tonstudio Lovesound Studio statt.

## Veröffentlichung und Promotion

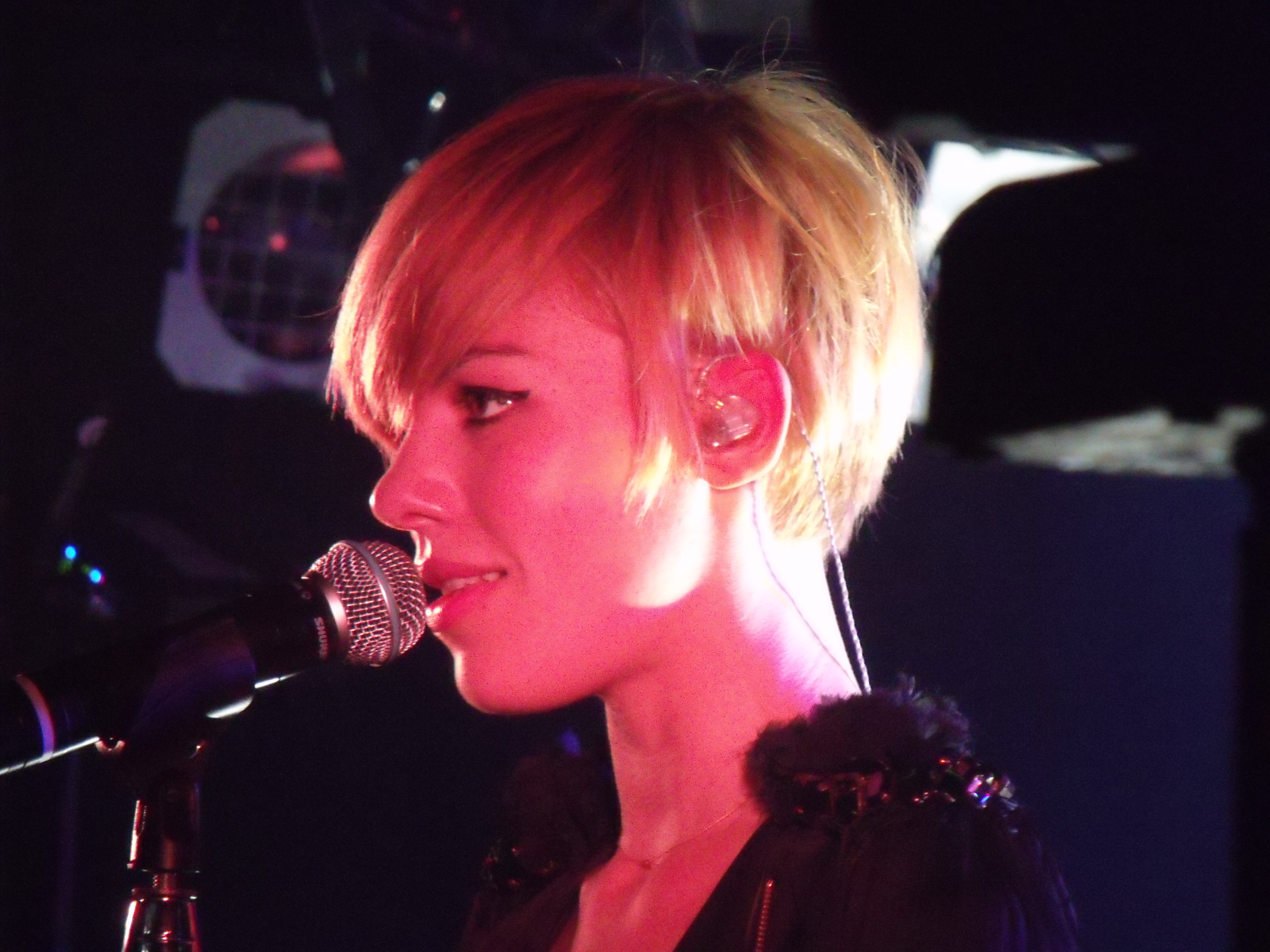
Süggeler bei einem Konzert in Bremen während der Jewel Tournee (2011)

Die Erstveröffentlichung der digitalen Single fand am 23. September 2011 in Deutschland, Österreich und der Schweiz statt. Die Veröffentlichung des physischen Tonträgers folgte eine Woche später am 30. September 2011. Pünktlich zur Veröffentlichung präsentierte sich Süggeler mit blond (gold) gefärbten Haaren, um die Single besser darstellen zu können. Die Maxi-Single enthält neben der Radioversion auch drei Remixversionen von Unsere Liebe ist aus Gold sowie das Lied Breath On als B-Seite. Die Remixe stammen von den Beatgees, CJ Stone und der Manhattan Clique. Neben der regulären Maxi-Single gibt es auch eine Veröffentlichung mit nur zwei Titeln, auf der die Lieder Unsere Liebe ist aus Gold und Breath On beinhaltet sind. Um das Lied zu promoten, folgte u. a. ein Live-Auftritt im ARD-Morgenmagazin.

## Bundesvision Song Contest 2011
Um das Lied und sich selbst zu promoten, traten Frida Gold beim Bundesvision Song Contest 2011 als Titelverteidiger für Nordrhein-Westfalen an. Sie belegten mit 76 Punkten den siebten Rang. Sie bekamen aus allen Bundesländern mindestens einen Punkt und aus ihrer Heimat Nordrhein-Westfalen bekam die Band mit zwölf Punkten die volle Punktzahl. Jeder Künstler dreht zu Promotionzwecken einen Wahlwerbespot für die Teilnahme am BuViSoco. In diesem graben Frida Gold in der Zeche Sonnenschein (Bochum) nach Gold und sie lassen ein riesen Goldherz in der Bochumer Innenstadt rumgehen.
Punktevergabe
|   |   |   |   |   |   |   |   |   |   |   |   |   |   |   |    | Gesamt |
| - | - | - | - | - | - | - | - | - | - | - | - | - | - | - | -- | ------ |
| 6 | 5 | 5 | 3 | 7 | 3 | 4 | 4 | 2 | 5 | 7 | 1 | 6 | 2 | 4 | 12 | 76     |

## Inhalt
Der Liedtext zu Unsere Liebe ist aus Gold ist auf Deutsch verfasst. Die Musik wurde von Alina Süggeler und Andreas Weizel, der Text von Alina Süggeler verfasst. Musikalisch bewegt sich das Lied im Bereich des Dance-Pops.
In einem Interview mit dem „Provocateur Magazin“ erklärte Alina Süggeler, dass sie in dem Lied das Thema Geschwisterliebe verarbeite. Es entstand in einer Zeit, als sich ihr Bruder und ihre Schwester gerade beide auf Weltreise befanden. Sie habe einen Weg gesucht, um mit ihnen Kontakt aufzunehmen und ihnen zu sagen, egal wo sie sind, sie trage sie immer bei sich.

„Und heute Nacht bleib ich für dich wach,
ich beschau unser’n Stern und ruf in die Nacht:
Wo auch immer du bist, immer du bist,
wer auch immer da ist, immer da ist.
Ich erinnere dich, damit du niemals vergisst,
woher du kommst und wer du bist.
Unsere Liebe ist aus Gold. (Gold Gold Gold)“

## Musikvideo
Das Musikvideo zu Unsere Liebe ist aus Gold feierte am 16. September 2011 auf den Homepages von MTV und VIVA seine Premiere. Das Video wurde im Filmstudio Babelsberg gedreht. Zu sehen ist größtenteils Alina Süggeler, die mit einem Pferd durch eine Stadt trabt und dabei Menschen beobachtet. Die Beobachteten folgen ihr und zum Schluss ist Alina Süggeler mit dem Pferd vor einer großen Ansammlung von Menschen zu sehen. Die Gesamtlänge des Videos ist 3:25 Minuten. Regie führte Marcus Sternberg, produziert wurde es von der Free the Dragon Filmproduktion.

## Mitwirkende
| Lied - David Lee Brewer: Gesangsproduzent - Julian Cassel: Gitarre - Tom Coyne: Mastering - Moritz Enders: Abmischung - Thomas Holtgreve: Schlagzeug - Alina Süggeler: Gesang, Komponist, Musikproduzent - Andreas Weizel: Keyboard, Komponist, Musikproduzent Unternehmen - Free the Dragon Filmproduktion: Filmproduzent (Musikvideo) - Lovesound Studio: Tonstudio - Maarwegstudio: Mischung - Sterling Sound: Mastering - Universal Music Publishing: Vertrieb - Warner Music Group: Musiklabel | Artwork (Cover) - Katharina Coen: Artwork - Alexander Gnädinger: Fotograf Musikvideo - Ana Maria Gracia Fuchs: Produktionskoordinatorin - Tobias Gehlfuß: Beleuchter - Julian Taro Hitomi: 2. Kameraassistent - Stefan King: Digital Colorist - Alexandra Krüger: Dressur - Vitali Kunath: Oberbeleuchter - Charlie Lézin: Editor - Anna Schenk: 1. Kameraassistentin - Marcus Sternberg: Regisseur - Tobias v. dem Borne: Kameramann |

## Chartplatzierungen
Unsere Liebe ist aus Gold erreichte in Deutschland Position 32 der Singlecharts und konnte sich insgesamt fünf Wochen in den Charts halten. Für Frida Gold ist dies der dritte Charterfolg in Deutschland.